# Чемпионат Европы по кроссу 2023
Чемпионат Европы по кроссу 2023 года прошёл 10 декабря в Брюсселе, столице Бельгии. Разыгрывались 13 комплектов наград: по 6 в индивидуальном и командном зачётах, а также в смешанной эстафете. Соревнования проходили среди взрослых спортсменов, молодёжи до 23 лет (2001—2003 годов рождения) и юниоров до 20 лет (2004 года рождения и моложе).
Брюссель принимал чемпионат Европы по кроссу во второй раз в истории (впервые — в 2008 году). Соревновательная трасса находилась в Парке Лакен. Для забегов были проложены 2 круга, длиной 1500 м и 1000 м. Основную сложность для спортсменов представляли мягкий грунт и грязь, из которых трасса состояла почти полностью.
В соревнованиях приняли участие 524 легкоатлета (285 мужчин и 239 женщин) из 37 стран Европы. Сборные России и Белоруссии не были допущены к участию в чемпионате решением World Athletics и Европейской легкоатлетической ассоциации от 2 марта 2022 года, принятым в связи с вторжением российских войск на Украину. Каждая страна могла выставить одну команду в эстафете и до 6 человек в каждый из 6 индивидуальных забегов. Сильнейшие в командном первенстве определялись по сумме мест трёх лучших участников сборной.

## Итоги соревнований
Чемпионат 2023 года стал первым, на котором дистанции мужчин и женщин сравнялись.
Первой неожиданностью соревнований стало поражение Нильса Лароса в забеге юниоров. Нидерландский бегун закончил летний сезон 2023 года в статусе двукратного чемпиона Европы среди юниоров, финалиста взрослого чемпионата мира на дистанции 1500 м и рекордсмена страны (3.31,25). На тяжёлой трассе в Брюсселе он смог создать небольшой отрыв на заключительном круге, но на финишной прямой не смог ответить на ускорение Акселя Ванга Кристенсена из Дании.
Британки Иннес Фитцджеральд и Меган Кит выиграли свои забеги (до 20 лет и до 23 лет соответственно), лидируя с самого старта. Никто из соперниц не смог поддержать их темп до заключительных километров. Их соотечественник Уилл Барникот, напротив, в молодёжном забеге до 23 лет лишь на мгновения опередил француза Валентена Бреска. Годом ранее Барникот уже становился чемпионом Европы, но в в более младшей возрастной группе, среди юниоров до 20 лет.
Из чемпионов 2022 года повторить успех, помимо Барникота, смогла также Каролина Гровдаль. Норвежская спортсменка в третий раз подряд выиграла женский забег, а также в восьмой раз подряд поднялась на пьедестал (на её счету стало 3 золотые, 1 серебряная и 4 бронзовые награды). Вслед за Гровдаль финишировала чемпионка 4 последних турниров в младших возрастных группах Надя Баттоклетти из Италии. Преимущество победительницы составило 45 секунд — самое большое значение в истории чемпионата. 39-летняя Фионнуала Маккормак из Ирландии в очередной раз увеличила собственный рекорд по количеству выходов на старт. Чемпионат Европы по кроссу в Брюсселе стал 18-м в её карьере. Ирландская бегунья остановилась в шаге от пьедестала, заняв 4-е место.
Действующий чемпион среди мужчин Якоб Ингебригтсен не защищал свой титул из-за травмы. Отсутствием фаворита смог воспользоваться Янн Шрюб, предпринявший удачную попытку отрыва за 3 км до финиша. Шрюб стал первым французом, выигравшим мужской забег на чемпионате Европы по кроссу. Даже без Ингебригтсена у Норвегии вновь оказалась личная медаль: серебряным призёром стал Магнус Тув Мюре.
Смешанная эстафета проводилась в шестой раз, и впервые в ней были отменены фиксированные мужские и женские этапы. Команды получили право комбинировать состав из 2 мужчин и 2 женщин в любом порядке. Нововведение добавило в соревнования непредсказуемости. Так, лидером на заключительный этап уходила Хахиса Мланга из Великобритании, однако минутного преимущества ей не хватило, чтобы удержать первенство против мужчин из Франции (Алексис Мьелле) и Нидерландов (Брам Андериссен).

## Результаты

### Мужчины. 9 км
| Место | Атлет                 | Страна           | Время (м.с) |
| ----- | --------------------- | ---------------- | ----------- |
| 1     | Янн Шрюб              | Франция          | 30.17       |
| 2     | Магнус Тув Мюре       | Норвегия         | 30.20       |
| 3     | Робин Хендрикс        | Бельгия          | 30.22       |
| 4     | Хьюго Милнер          | Великобритания   | 30.27       |
| 5     | Тадессе Гетахон       | Израиль          | 30.33       |
| 6     | Джон Хейманс          | Бельгия          | 30.34       |
| 7     | Абдессамад Ухельфен   | Испания          | 30.40       |
| 8     | Кормак Далтон         | Ирландия         | 30.40       |
| 9     | Джамаль Эйса-Мохаммед | Сборная беженцев | 30.43       |
| 10    | Фабьян Пальсо         | Франция          | 30.46       |
| 11    | Исаак Кимели          | Бельгия          | 30.46       |
| 12    | Хенрик Ингебригтсен   | Норвегия         | 30.46       |

| Место | Команда | Очки |
| ----- | --- | ---- |
| 1     | Бельгия · Робин Хендрикс · Джон Хейманс · Исаак Кимели · Марко Вандерпортен · Питер-Ян Ханнес · Гийом Гримар        | 20   |
| 2     | Франция · Янн Шрюб · Фабьян Пальсо · Юго Ай · Донован Кристьян · Бастьян Огюсто                                     | 26   |
| 3     | Норвегия · Магнус Тув Мюре · Хенрик Ингебригтсен · Якоб Бутера · Эйвинн Эйгар · Эвен Брёндбо Даль · Фредрик Саннвик | 32   |
| 4     | Ирландия | 45   |
| 5     | Великобритания | 54   |
| 6     | Испания | 57   |
| 7     | Германия | 89   |
| 8     | Италия | 91   |

Курсивом выделены участники, чей результат не пошёл в зачёт команды

### Женщины. 9 км
| Место | Атлет                 | Страна         | Время (м.с) |
| ----- | --------------------- | -------------- | ----------- |
| 1     | Каролина Гровдаль     | Норвегия       | 33.40       |
| 2     | Надя Баттоклетти      | Италия         | 34.25       |
| 3     | Эбби Доннелли         | Великобритания | 34.42       |
| 4     | Фионнуала Маккормак   | Ирландия       | 35.00       |
| 5     | Джессика Уорнер-Джудд | Великобритания | 35.20       |
| 6     | Лиза Ромс             | Бельгия        | 35.29       |
| 7     | Сесиль Жаруссо        | Франция        | 35.31       |
| 8     | Ирен Санчес-Эскрибано | Испания        | 35.32       |
| 9     | Хлоэ Эрбье            | Бельгия        | 35.34       |
| 10    | Иззи Фрай             | Великобритания | 35.37       |
| 11    | Поппи Танк            | Великобритания | 35.42       |
| 12    | Мари Бушар            | Франция        | 35.42       |

| Место | Команда | Очки |
| ----- | --- | ---- |
| 1     | Великобритания · Эбби Доннелли · Джессика Уорнер-Джудд · Иззи Фрай · Поппи Танк · Амелия Квирк · Ниам Бридсон-Хаббард | 18   |
| 2     | Испания · Ирен Санчес-Эскрибано · Кристина Руис · Каролина Роблес · Кристина Эспехо · Марта Гарсия · Марта Перес      | 37   |
| 3     | Бельгия · Лиза Ромс · Хлоэ Эрбье · Жюльетт Томас · Виктория Варпи · Имана Трёйерс · Софи ван Акком                    | 38   |
| 4     | Франция | 39   |
| 5     | Италия | 55   |
| 6     | Германия | 60   |
| 7     | Норвегия | 60   |
| 8     | Ирландия | 68   |

Курсивом выделены участницы, чей результат не пошёл в зачёт команды

### Молодёжь (до 23 лет). Мужчины. 7 км
| Место | Атлет                 | Страна         | Время (м.с) |
| ----- | --------------------- | -------------- | ----------- |
| 1     | Уилл Барникот         | Великобритания | 23.42       |
| 2     | Валентен Бреск        | Франция        | 23.42       |
| 3     | Мэттью Стонир         | Великобритания | 23.51       |
| 4     | Моа Боллерёд          | Норвегия       | 23.56       |
| 5     | Мигель Байдаль        | Испания        | 23.56       |
| 6     | Йоэль Иблер Лиллесё   | Дания          | 23.57       |
| 7     | Адису Гуадия          | Израиль        | 24.05       |
| 8     | Йонатан Хофер         | Швейцария      | 24.05       |
| 9     | Мустафе Муусе         | Финляндия      | 24.15       |
| 10    | Йорик ван де Керкхове | Бельгия        | 24.17       |
| 11    | Сантту Хейккинен      | Финляндия      | 24.18       |
| 12    | Йессе Фоккенрод       | Нидерланды     | 24.20       |

| Место | Команда | Очки |
| ----- | --- | ---- |
| 1     | Великобритания · Уилл Барникот · Мэттью Стонир · Джеймс Кингстон · Томер Таррагано · Хенри Маклаки · Рори Леонард | 25   |
| 2     | Франция · Валентен Бреск · Тео Банини · Флавьен Сот · Люк Ле Барон · Титуан Ле Гри                                | 34   |
| 3     | Норвегия · Моа Боллерёд · Вебьёрн Ховдейор · Ибрахим Бурас · Кристоффер Сагли                                     | 42   |
| 4     | Испания | 46   |
| 5     | Бельгия | 63   |
| 6     | Германия | 75   |
| 7     | Португалия | 77   |
| 8     | Финляндия | 79   |

Курсивом выделены участники, чей результат не пошёл в зачёт команды

### Молодёжь (до 23 лет). Женщины. 7 км
| Место | Атлет               | Страна         | Время (м.с) |
| ----- | ------------------- | -------------- | ----------- |
| 1     | Меган Кит           | Великобритания | 25.32       |
| 2     | Илона Мононен       | Финляндия      | 26.55       |
| 3     | Натали Бломквист    | Финляндия      | 27.06       |
| 4     | Анхела Висиоза      | Испания        | 27.08       |
| 5     | Грета Каринаускайте | Литва          | 27.13       |
| 6     | Мария Фореро        | Испания        | 27.21       |
| 7     | Яна ван Лент        | Бельгия        | 27.21       |
| 8     | Даниэль Донеган     | Ирландия       | 27.24       |
| 9     | Эмми ван ден Берг   | Нидерланды     | 27.29       |
| 10    | Ясна Петрова        | Болгария       | 27.34       |
| 11    | Александра Миллард  | Великобритания | 27.37       |
| 12    | Ина Халле Хёуген    | Норвегия       | 27.38       |

| Место | Команда | Очки |
| ----- | --- | ---- |
| 1     | Великобритания · Меган Кит · Александра Миллард · Элоиз Уокер · Тиа Уилсон · Линн Маккенна · Оливия Мейсон | 27   |
| 2     | Германия · Лиза Меркель · Аннеке Фортмайер · Миа Юренка · Джессика Келлер                                  | 50   |
| 3     | Испания · Анхела Висиоза · Мария Фореро · Мария Гонсалес · Лаура Домене · Мирея Арнедильо · Марта Серрано  | 50   |
| 4     | Франция | 61   |
| 5     | Нидерланды                                                                                                 | 63   |
| 6     | Бельгия | 76   |
| 7     | Италия | 80   |
| 8     | Норвегия                                                                                                   | 87   |

Курсивом выделены участницы, чей результат не пошёл в зачёт команды

### Юниоры (до 20 лет). 5 км
| Место | Атлет                  | Страна         | Время (м.с) |
| ----- | ---------------------- | -------------- | ----------- |
| 1     | Аксель Ванг Кристенсен | Дания          | 16.09       |
| 2     | Нильс Ларос            | Нидерланды     | 16.10       |
| 3     | Николас Григгз         | Ирландия       | 16.24       |
| 4     | Карл Оттфальк          | Швеция         | 16.39       |
| 5     | Сэм Миллз              | Великобритания | 16.43       |
| 6     | Хенри Довер            | Великобритания | 16.45       |
| 7     | Симон Жокенн           | Бельгия        | 16.47       |
| 8     | Рубен Леонардо         | Испания        | 16.48       |
| 9     | Ниалл Мёрфи            | Ирландия       | 16.49       |
| 10    | Джонас Стаффорд        | Ирландия       | 16.50       |
| 11    | Орельен Раджа          | Франция        | 16.51       |
| 12    | Франческо Ропелато     | Италия         | 16.52       |

| Место | Команда | Очки |
| ----- | --- | ---- |
| 1     | Ирландия · Николас Григгз · Ниалл Мёрфи · Джонас Стаффорд · Шимус Робинсон · Шейн Броснан · Харри Колберт     | 22   |
| 2     | Великобритания · Сэм Миллз · Хенри Довер · Роуэн Милл-Ингрэм · Эндрю Макгилл · Сэм Ходжсон · Луис Смолл       | 24   |
| 3     | Испания · Рубен Леонардо · Унаи Наранхо · Алеш Вивес · Месфин Эскамилья · Серхио Дель Баррио · Рональдо Оливо | 43   |
| 4     | Бельгия | 51   |
| 5     | Франция | 51   |
| 6     | Нидерланды | 60   |
| 7     | Италия | 89   |
| 8     | Швейцария | 91   |

Курсивом выделены участники, чей результат не пошёл в зачёт команды

### Юниорки (до 20 лет). 5 км
| Место | Атлет                 | Страна         | Время (м.с) |
| ----- | --------------------- | -------------- | ----------- |
| 1     | Иннес Фитцджеральд    | Великобритания | 18.19       |
| 2     | София Тёгерсен        | Дания          | 18.38       |
| 3     | Жад Ле Корр           | Франция        | 18.49       |
| 4     | Кира Вайс             | Германия       | 18.54       |
| 5     | Эльса Сундквист       | Швеция         | 19.10       |
| 6     | Ширин Кербер          | Швейцария      | 19.30       |
| 7     | Анна Гардинер         | Ирландия       | 19.31       |
| 8     | Джесс Бейли           | Великобритания | 19.31       |
| 9     | Франциска Дрекслер    | Германия       | 19.34       |
| 10    | Теа Кнутсен           | Норвегия       | 19.38       |
| 11    | Катажина Напюрковская | Польша         | 19.41       |
| 12    | Кирсти Маэр           | Ирландия       | 19.43       |

| Место | Команда | Очки |
| ----- | --- | ---- |
| 1     | Великобритания · Иннес Фитцджеральд · Джесс Бейли · Лиззи Уэллстед · Кэти Пай · Моли Лайонс · Зои Хантер         | 22   |
| 2     | Германия · Кира Вайс · Франциска Дрекслер · Эмили Юнгингер · Каролина Шефер · Каролин Хинрихс                    | 34   |
| 3     | Швеция · Эльса Сундквист · Эбба Бромс · Тильда Монссон · Това Нильссон · Ханна Кинане · Майкен Сёдерлунд-Ларссон | 37   |
| 4     | Франция | 46   |
| 5     | Ирландия | 48   |
| 6     | Бельгия | 68   |
| 7     | Норвегия | 73   |
| 8     | Швейцария | 75   |

Курсивом выделены участницы, чей результат не пошёл в зачёт команды

### Смешанная эстафета
| Место | Команда                                                                                      | Время (м.с) |
| ----- | -------------------------------------------------------------------------------------------- | ----------- |
| 1     | Франция · Беренис Клейе-Мерль (ж) · Антуан Сенар (м) · Сара Мадлен (ж) · Алексис Мьелле (м)  | 19.44       |
| 2     | Нидерланды · Кевин Визе (м) · Йецке ван Кампен (ж) · Маурен Костер (ж) · Брам Андериссен (м) | 19.46       |
| 3     | Великобритания · Джошуа Лэй (м) · Бетан Морли (ж) · Адам Фогг (м) · Хахиса Мланга (ж)        | 19.48       |
| 4     | Италия                                                                                       | 20.06       |
| 5     | Бельгия                                                                                      | 20.15       |
| 6     | Венгрия                                                                                      | 20.24       |
| 7     | Польша                                                                                       | 20.27       |
| 8     | Испания                                                                                      | 20.44       |

## Медальный зачёт
Медали завоевали представители 12 стран-участниц.
 Принимающая страна
| Место | Страна         | Золото | Серебро | Бронза | Всего |
| ----- | -------------- | ------ | ------- | ------ | ----- |
| 1     | Великобритания | 7      | 1       | 3      | 11    |
| 2     | Франция        | 2      | 3       | 1      | 6     |
| 3     | Норвегия       | 1      | 1       | 2      | 4     |
| 4     | Дания          | 1      | 1       | 0      | 2     |
| 5     | Бельгия        | 1      | 0       | 2      | 3     |
| 6     | Ирландия       | 1      | 0       | 1      | 2     |
| 7     | Германия       | 0      | 2       | 0      | 2     |
| 7     | Нидерланды     | 0      | 2       | 0      | 2     |
| 9     | Испания        | 0      | 1       | 2      | 3     |
| 10    | Финляндия      | 0      | 1       | 1      | 2     |
| 11    | Италия         | 0      | 1       | 0      | 1     |
| 12    | Швеция         | 0      | 0       | 1      | 1     |
| Всего | Всего          | 13     | 13      | 13     | 39    |